# Ostrowina
Ostrowina (niem. Ostrowine) – wieś w Polsce położona w województwie dolnośląskim, w powiecie oleśnickim, w gminie Oleśnica.

## Podział administracyjny
W latach 1975–1998 miejscowość administracyjnie należała do województwa wrocławskiego.

## Historia
Pierwsza wzmianka pochodzi z roku 1471, gdy była to wieś książęca z dworem; pod koniec XVIII wieku funkcjonował tu folwark, dwa młyny wodne i szkoła. W 1785 roku wieś była podzielona na dwie części: Dolną i Górną. W roku 1927 folwark został zakupiony przez Berliner Siedlungsgesellschaft w celu parcelacji. W roku 1935 podczas akcji germanizacji nazewnictwa niemiecka administracja nazistowska zmieniła ukształtowaną historycznie nazwę Ostrowine formą ahistoryczną Werden. Zespół pałacowo-dworski wraz z parkiem po roku 1945 przekazano Domowi Opieki Społecznej, który użytkuje go do dziś.

## Współczesność
Obecnie (III 2011 r.), według Narodowego Spisu Powszechnego, wieś zamieszkuje 472 mieszkańców. Wieś ma połączenia autobusowe z Oleśnicą i z Wrocławiem. Działa internet radiowy. Jest świetlica, leśniczówka, boisko sportowe i sklep. W pobliżu tartak, szkoła, apteka. W okolicy kilka większych stawów oraz rzeczka Oleśniczka. Najbliższe miasta obok Oleśnicy to Twardogóra (9 km) i Syców (13 km), gdzie odbywają się raz w tygodniu targi. Do drogi E12 (kierunek Warszawa) około 7 km. Obok wsi droga krajowa nr 25, która umożliwia dojazd do Ostrowa Wielkopolskiego. We wsi znajdują się działki rekreacyjne. Do Ostrowiny przyjeżdża bardzo dużo osób w sezonie letnio-jesiennym, w szczególności na jagody i na grzyby. Bardzo dużo lasów, ścieżek rowerowych itp. We wsi jest klub sportowy OKS Burza Ostrowina, który występuje w rozgrywkach piłki nożnej na terenie Gminy Oleśnica (C-klasa). Klub ten posiada również sekcje tenisa stołowego i piłki siatkowej, występując w rozgrywkach gminnych. Klub posiada własną stronę internetową. W roku 2000 na terenie wsi kręcony był serial dokumentalny TVP - o nazwie Złote łany. Wiosną 2013 roku serial ten został powtórzony na łamach TVP 1 oraz TVP 1 HD.

## Zabytki
Do wojewódzkiego rejestru zabytków wpisany jest:
- zespół pałacowy (nr 22):
  - pałac z kaplicą, z 1902 r., 1920 r.
  - park

## Znane osoby związane ze wsią
- Ludwik Adolf Neugebauer (1821-1890) - ginekolog, położnik; jeden z twórców polskiej i rosyjskiej ginekologii.